# Friedrich Stahl (Ingenieur)
Friedrich Stahl (* Juli 1919 in Dortmund; † November 1991) war ein deutscher Ingenieur. Er zählte mit den von ihm gegründeten RUWEL Werken, heute  UNIMICRON, nicht nur als Pionier, sondern als einer der weltweit führenden Spezialisten für komplizierte Leiterplattentechnik, ohne welche eine Entwicklung zu der  heute verfügbaren Technik nicht möglich gewesen wäre.

## Werdegang

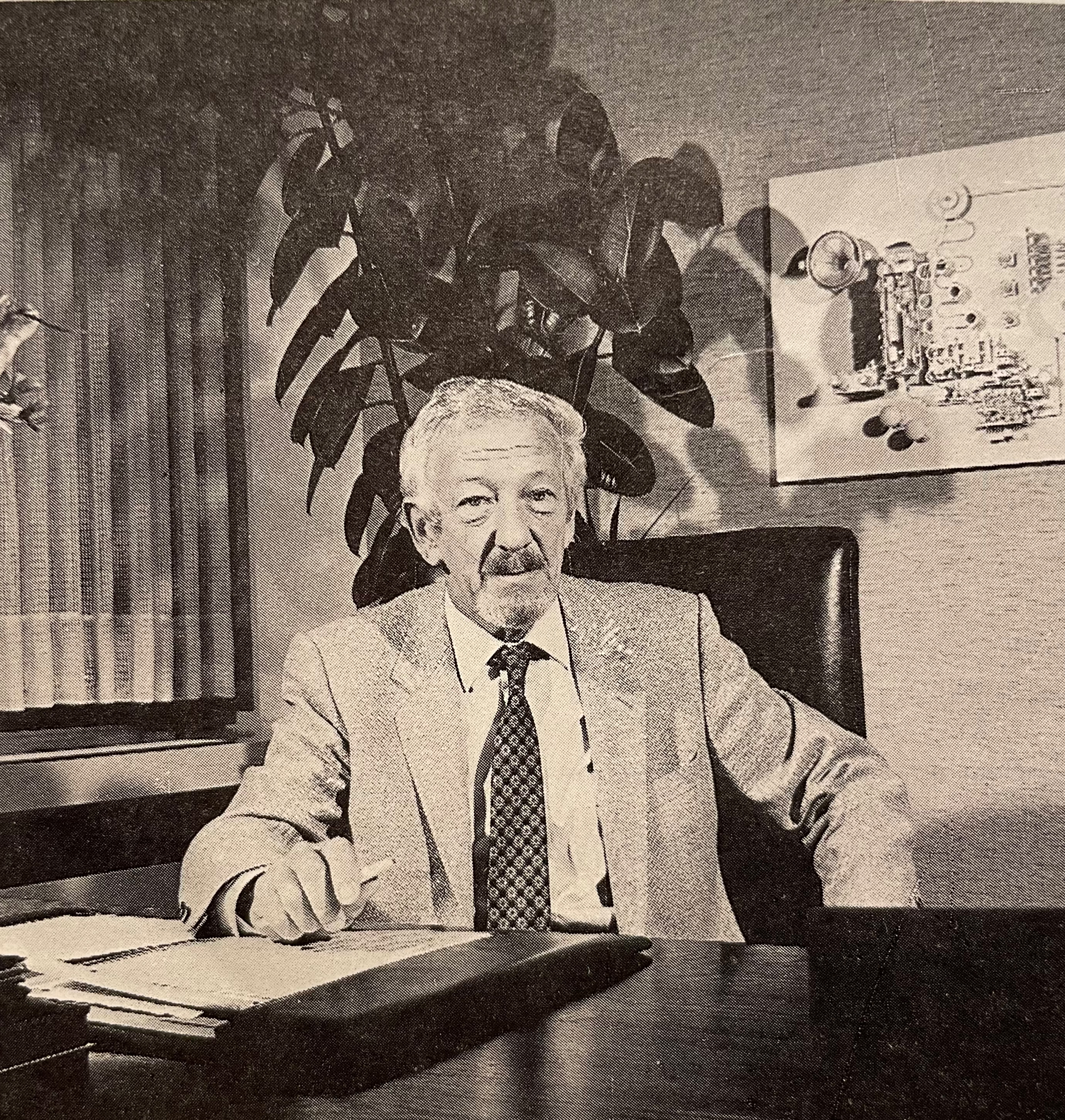
Fritz Stahl im Büro der Ruwel Geldern 1980.

Stahl wurde geboren als Sohn eines britischen Juden und einer deutschen evangelischen Mutter, welche ein Süßwarengeschäft im Osten Dortmunds betrieben.
Fasziniert von den Anfängen der Radiotechnik, begann Stahl im Alter von elf Jahren in der elterlichen Wohnung einen einfachen Radioempfänger aus Schrottteilen zu basteln. Durch intensives Experimentieren, später auch in den langsam entstehenden Elektronikwerkstätten, eignete er sich in Eigenregie ein solches Fachwissen an, dass er im Jahr 1936 eine Anstellung bei der Deutschen Philips AG Aachen antreten durfte. Im Alter von 17 Jahren avancierte er dort zum Assistenten des Leiters des Apparateprüffeldes. Um seine Kenntnisse weiter zu vertiefen, wechselte Stahl 1937 zunächst zu Siemens und 1938 zu Telefunken Berlin.
1940 wurde Stahl durch einen Berliner Rüstungsbetrieb dienstverpflichtet. Dort entwickelte er Unterwasser-Schallanlagen und die allererste Radaranlage für die Marine und verblieb dort bis zum Ende des Zweiten Weltkriegs. Fünf Jahre unter ständiger Angst und großem Druck, da er unter dem Hitler-Regime als „jüdischer Mischling 1. Grades“ galt.
Nach Kriegsende 1945 folgte die Gründung der Ruwel Werke (Rundfunk-Werkstätten und Labor) in Berlin-Rahnsdorf, wo Stahl mit zwei Mitarbeitern Radiogeräte aus alten Wehrmachtsbeständen herstellte. Er entwickelte einen Weg, mit dem verbrauchte Radioröhren regeneriert und wiederverwendet werden konnten.
Im Jahr 1948 erfolgte die Verlegung der Ruwel Werke nach Mönchengladbach, von wo aus die Firma sich dann zum Hauptzulieferer von Transistoren an Unternehmen der Radio- und später Fernsehgeräte-Industrie entwickelte. 1950 folgte die Eröffnung einer weiteren Betriebsstätte in Geldern, die später zum Hauptsitz wurde. 1952 wurden im Gelderner Werk bereits 600 Mitarbeiter beschäftigt.
1953 folgte die erste Patentanmeldung Stahls. Er erfand ein „Verfahren zum Verschweissen der Stirnseiten von elektrischen Wickelkondensatoren mit thermoplastischem Dielektrikum“. Weitere Patente folgten. Ab 1955 begann die Entwicklung von Konservierungslacken zum Schutz von Kupferleitern, gemeinsam mit einem weiteren Pionier: Werner Peters.
1965 erfand Stahl die erste, serienmäßig hergestellte Leiterplatte, Konzipiert für ein Radiogerät der Firma Metz. Diese Leiterplatte mit dem Namen „Ruwel Nummer 001“ ist seit dem 8. November 1975 im Deutschen Museum München ausgestellt. Von da an, bis zum Tod von Stahl, verbauten damals Elektronikunternehmen, auch Automobilkonzerne, ausschließlich Leiterplatten aus dem Hause Ruwel in ihren Geräten. Auf diesem Weg gelangte Stahls Technik auch in die in Deutschland produzierte Version der Lockheed F-104, auch bekannt als „Starfighter“.
Um der Auftragslage gerecht werden zu können, gründete Stahl weitere Werke. 1971 ein Zweigwerk in Nyköbing Dänemark, 1980 eines in Goch und 1985 ein Werk zur Vorproduktion für das Gelderner Werk in Issum.
Der Erfolg der Ruwel Werke kam zum Erliegen, als Stahl im November 1991 überraschend im Alter von 72 Jahren verstarb.

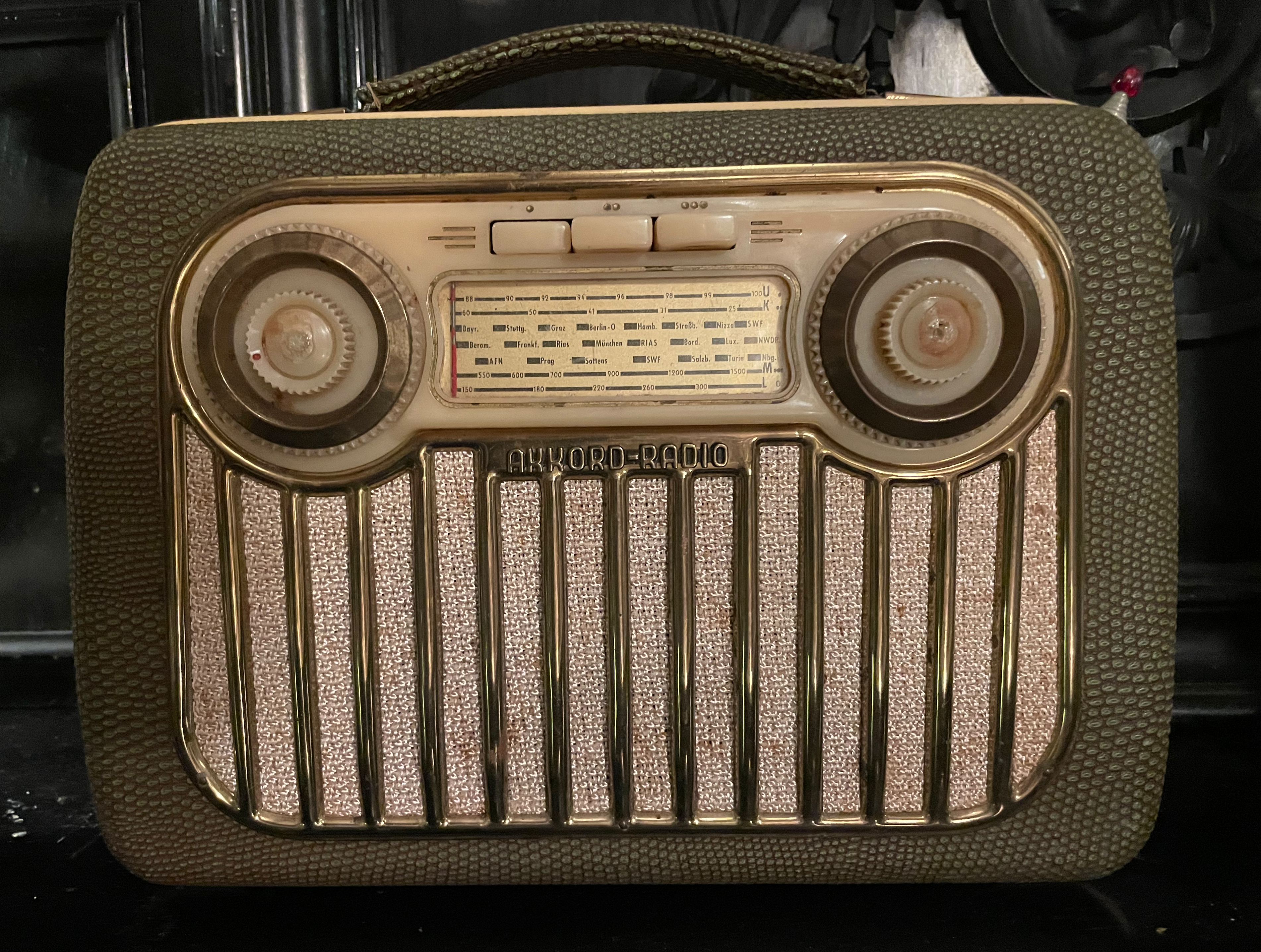
Das Metz Radiogerät, welches die Leiterplatte „Ruwel 001“ enthielt.